# Drużynowe Mistrzostwa Świata Par Strongman 2001
Drużynowe Mistrzostwa Świata Par Strongman 2001 – doroczne, drużynowe zawody siłaczy, rozgrywane w zespołach złożonych z dwóch zawodników, reprezentujących ten sam kraj.
Data: lipiec 2001 r.

Miejsce:  Polska
WYNIKI ZAWODÓW:
| Miejsce | Zawodnicy                          | Kraj              | Punkty |
| ------- | ---------------------------------- | ----------------- | ------ |
| 1.      | Juha-Matti Räsänen, Janne Virtanen | Finlandia         | 55     |
| 2.      | Jarosław Dymek, Ireneusz Kuraś     | Polska            | 54,5   |
| 3.      | Jarno Hams, Wout Zijlstra          | Holandia          | 41     |
| 4.      | Derek Boyer, Bill Lyndon           | Australia         | 34,5   |
| 5.      | Franz Beil, Martin Muhr            | Niemcy            | 30     |
| 6.      | Rene Minkwitz, Regin Vagadal       | Dania             | 26     |
| 7.      | Raimonds Bergmanis, Raivis Vidzis  | Łotwa             | 25,5   |
| 8.      | Johan van Heerden, Malone Horn     | Południowa Afryka | 21,5   |